# Italo De Zan
Italo De Zan (ur. 1 lipca 1925 w San Fior, zm. 9 marca 2020 w Treviso) – włoski kolarz szosowy. 
W 1948 wygrał 10. etap Giro d’Italia. 
De Zan zmarł na COVID-19 w Treviso 9 marca 2020.

## Najważniejsze wyniki[3]

### 1946
- 1. miejsce – Coppa del Re
- 4. miejsce – Giro di Lombardia

### 1947
- 1. miejsce – Mediolan-Turyn
- 3. miejsce – Giro di Lombardia
- 6. miejsce – Giro dell’Emilia
- 6. miejsce – Milan-Mantova

### 1948
- 1. miejsce – 10 etap Giro d’Italia
- 2. miejsce – Mediolan-Turyn
- 2. miejsce – Coppa Placci
- 3. miejsce – Giro di Romagna
- 5. miejsce – Mediolan-San Remo

### 1949
- 1. miejsce – GP Alghero
- 3. miejsce – Mediolan-Turyn
- 4. miejsce – Mediolan-San Remo